# La Garganta
La Garganta è un comune spagnolo di 606 abitanti situato nella comunità autonoma dell'Estremadura.